# Великосербулівка
Великосе́рбулівка (до 1868 — Сербулівка, Сербулова) — село в Україні, у Єланецькій селищній громаді Вознесенського району Миколаївської області. Населення становить 785 осіб. До 2020 року орган місцевого самоврядування — Великосербулівська сільська рада.

## Географія
Селом тече річка Скаржинського Капуцита.

## Історія
За даними на 1859 рік у південному поселенні Єлизаветградського повіту Херсонської губернії мешкало 1010 осіб (548 чоловіки та 462 жінки), налічувалось 159 дворових господарств, існував православний молитовний будинок.
Станом на 1886 рік у колишньому власницькому селі Єланецької волості мешкало 1568 осіб, налічувався 261 двір, існували молитовний будинок, школа, земська станція, 3 лавки.

## Населення

### Мова
Розподіл населення за рідною мовою за даними перепису 2001 року:
| Мова            | Кількість | Відсоток |
| --------------- | --------- | -------- |
| українська      | 573       | 72.99%   |
| румунська       | 129       | 16.43%   |
| російська       | 40        | 5.11%    |
| вірменська      | 39        | 4.97%    |
| білоруська      | 2         | 0.25%    |
| інші/не вказали | 2         | 0.25%    |
| Усього          | 785       | 100%     |

## Постаті
- Кузін Ігор Михайлович (1970—2014) — солдат Збройних сил України, учасник російсько-української війни.